# نقباءالبشر
نقباء البشر یا نقباءالبشر فی القرن الرابع عشر کتابی است از آقابزرگ تهرانی (دانشمند و کتاب‌شناس سده ۱۴ خورشیدی)، که به شرح حال شخصیت‌های دینی و سیاسی شیعه و عالمان شیعه سده ۱۴ قمری می‌پردازد.

## زیرمجموعه
این کتاب آخرین بخش از دانشنامه طبقات اعلام الشیعه آقابزرگ تهرانی است. این بخش در ۵ جلد به شرح حال عالمان شیعه که از پس از سال ۱۳۰۰ قمری (یعنی در قرن چهاردهم هجری) وفات یافته‌اند اختصاص دارد. این اثر به زبان عربی بوده و محمدعلی نجفی کرمانشاهی آن را ترجمه کرده‌است.

## چاپ اثر
۴ جلد اول این اثر در سال ۱۴۰۴ قمری در مشهد توسط انتشارات دارالمرتضی و با یادداشتهای عبدالعزیز طباطبایی و جلد پنجم در سال ۱۴۳۰ ق(۱۳۸۸ش) توسط انتشارات مجلس شورا و مرکز پژوهش‌های اسلامی آستان قدس با تحقیق محمد طباطبایی منصور و یادداشتهای سید موسی شبیری زنجانی چاپ شد.